# Anne de Poméranie (1590-1660)
 Anne de Poméranie (née à Barth le 3 octobre 1590 - morte à Stolp le 7 juillet 1660). Princesse de Poméranie-Stettin et duchesse de Croÿ-Havré.

## Famille
Anne est la plus jeune des enfants du duc Bogusław XIII de Poméranie et de son épouse Claire de Brunswick-Lunebourg. Elle a six frères : Philippe II, François, Bogusław XIV, Jean Ernest (mort en 1590), Georges II, et Ulrich, et quatre sœurs : Claire-Marie, Catherine, Erdmute et Sophie-Hedwige.
Le 4 août 1619 elle épouse à Szczecin le duc Ernest de Croÿ et Aerschot (1583-1620), margrave de Havré, comte de Fontenoy-le-Château et Bayon seigneur de Dommartin et Fénétrange, fils du duc Charles-Philippe de Croÿ (1549-1613) et de son épouse Diane de Dommartin. Bien que la famille de Croÿ soit catholique ses frères incluent dans le contrat de mariage que leurs héritiers seront élevés dans la religion luthérienne.

## Veuve et héritière
Son époux le duc de Croÿ, général dans l'Armée impériale, meurt de maladie dès le 7 octobre 1620 dans le camp devant Oppenheim sur le Rhin. Dès 1622 Anna et son fils Ernest Bogislaw, né le 26 aout 1620, quittent Fénétrange et rentrent à Szczecin. Son frère, le duc Bogusław XIV de Poméranie, lui accorde Stolp comme douaire qu'elle doit quitter rapidement en raison du déclenchement de la guerre suédo-polonaise. Elle s'installe temporairement à Rügenwalde, puis à Szczecin et Greifswald. Ses efforts pour obtenir l'héritage lorrain de son fils échouent. La Cour Impériale de justice confirme bien la dévolution des biens de Lorraine, mais l'héritier légitime Ernest Bogislaw de Croÿ ne recouvre jamais son héritage.
À sa mort en 1637 Bogusław XIV, dernier héritier mâle de la maison de Poméranie lègue ses domaines personnels à Anna de Croy et à son fils Ernest Bogislaw, duc de Croy. Ils sont situés dans la partie de la Poméranie administrée par l'Électorat de Brandebourg, les districts de Lauenburg et Bütow revenant à la couronne polonaise. Ernst Bogislaw réclame un dédommagement pour l'annexion de ses  biens à la diète de Varsovie en 1641. Mais il s'avère que les fonds ont déjà été versés en 1633. 
De 1556 à 1650, les membres de la maison de Poméranie avaient exercé successivement la fonction d'évêque luthérien et de seigneurs territoriaux de Cammin qui avait échu à son fils en 1637. Ernest Bogislaw de Croÿ cède contre le paiement de 100.000 couronnes tous ses droits dans le diocèse de Poméranie, au Grand Électeur Frédéric-Guillaume Ier de Brandebourg. Ce dernier nomme ensuite Ernest Bogislaw,  premier gouverneur de Poméranie (1665-1670), puis gouverneur de Prusse brandebourgeoise où il meurt en 1684 à Königsberg. Lorsqu'Anne de Poméranie meurt le 7 juillet 1660 à Stolp elle est la dernière représentante de la Maison de Greifen. Elle est inhumée dans la chapelle du château. Sur son tombeau figure l'inscription « ANNA DG NAT DUCISS SED POM & ULTIMA HUI FAMIL VIDUA ERNESTI PRINC CRO » (français: Anna, par la grâce de Dieu née duchesse de Poméranie et dernière de sa famille, veuve du Prince Ernest de Croÿ)

## Sources
- (de) Anna (1590-1660) sur le site : Die Greifen. Das herzogliche Geschlecht von Pommern
- Anthony Stokvis, Manuel d'histoire, de généalogie et de chronologie de tous les États du globe, depuis les temps les plus reculés jusqu'à nos jours, préf. H. F. Wijnman, éditions Brill, Leyde 1890-1893, réédition 1966, volume 3, chapitre VIII « Généalogie des ducs de Poméranie » et tableau généalogique n° 10